# Trichodesma ambacense
Trichodesma ambacense är en strävbladig växtart. Trichodesma ambacense ingår i släktet Trichodesma och familjen strävbladiga växter.

## Underarter
Arten delas in i följande underarter:
- T. a. ambacense
- T. a. hockii